# Idiopsebium bicolor
Idiopsebium bicolor är en skalbaggsart som beskrevs av Reé Michel Quentin och Jean François Villiers 1971. Idiopsebium bicolor ingår i släktet Idiopsebium och familjen långhorningar. Inga underarter finns listade i Catalogue of Life.